# Sarah Caldwell
Sarah Caldwell (* 6. März 1924 in Maryville, Missouri, USA; † 23. März 2006 in Portland, Maine) war eine US-amerikanische Opern-Dirigentin und Opernleiterin.
Caldwell, aufgewachsen in Fayetteville, Arkansas, galt als Wunderkind und gab schon im Alter von 10 Jahren erste öffentliche Violinkonzerte. Im Alter von vierzehn Jahren schloss sie die High School ab.
Nach dem Abschluss des Hendrix College 1944 besuchte sie die University of Arkansas und das New England Conservatory of Music. Sie gewann 1946 als Viola-Spielerin ein Stipendium am Berkshire Music Center. 1947 brachte sie Vaughan Williams Riders to the Sea auf die Bühne, elf Jahre lang war sie Chefassistentin von Boris Goldovsky.
Sarah Caldwell zog 1952 nach Boston (Massachusetts) und leitete an der Boston University den Opern-Workshop. 1957 eröffnete sie die Opera Company of Boston als Gründungsdirektorin, mit der sie als Leiterin verschiedenste Produktionen auf die Bühne brachte. Sie wurde damit auch für ihre Variationen von „Klassikern“ der Oper bekannt.
1974 durfte sie als zweite Frau dem New York Philharmonic Orchestra als Gastdirigentin vorstehen, 1976 war Caldwell die erste Dirigentin der Metropolitan Opera.
Sie trat mit dem New York Philharmonic Orchestra, dem Pittsburgh Symphony Orchestra und dem Boston Symphony Orchestra auf.
1975 erhielt Caldwell ein D.F.A. des Bates College. 1977 wurde sie in die American Academy of Arts and Sciences aufgenommen. 1996 bekam sie die National Medal of Arts und wurde in die Arkansas Entertainers Hall of Fame aufgenommen; das Time magazine ehrte sie mit der Bezeichnung „Music's Wonder Woman“.
Sarah Caldwell erlag am 23. März 2006 in einer Klinik in Portland einem Herzversagen.

## Dirigate (Auswahl)
- Lulu – Ostküsten-Premiere
- Intolleranza 1960 – US-Premiere
- Hippolyte et Aricie – US-Premiere mit Plácido Domingo
- Moses und Aron – US-Premiere
- The Fisherman and His Wife – Premiere
- Die Legende von der unsichtbaren Stadt Kitesch und von der Jungfrau Fewronija
- Les Troyens